# Eilema vicaria
Eilema vicaria là một loài bướm đêm thuộc phân họ Arctiinae, họ Erebidae.